# Yasuhiro Matsumura
Yasuhiro Matsumura (jap. 松村 保広, Matsumura Yasushiro; * 20. Januar 1955 in Hitoyoshi in der Präfektur Kumamoto)  ist ein japanischer Mediziner (Onkologie). Er entdeckte mit Hiroshi Maeda den EPR-Effekt in der Chemotherapie gegen Krebs.
Matsumura studierte ab 1975 Medizin an der Universität Kumamoto mit der Promotion in Medizin (M.D.) 1981. Danach absolvierte er eine Ausbildung zum Facharzt in der chirurgischen Abteilung des Universitätskrankenhauses in Kumamoto und Kyushu. Ab 1984 studierte er Mikrobiologie in Kumamoto und wurde 1988 Assistenzprofessor. Ab 1989 war er Post-Doktorand am Mount Sinai Medical Center in New York City und am Radcliffe Hospital in Oxford. Ab 1994 gehörte er dem nationalen Krebsforschungszentrum an (National Cancer Center Hospital), wo er 1999 Leiter der medizinischen Abteilung wurde. Ab 2002 leitete er dort die Investigative Treatment Division am Forschungszentrum für innovative Onkologie.
Er entwickelte mit Hiroshi Maeda eine Chemotherapie mit Polymeren gegen Tumoren basierend auf dem von beiden entdeckten EPR-Effekt (der spezifischen Ansammlung von Makromolekülen, Fettkügelchen und anderem in Tumorgewebe). Matsumura führte dabei die klinischen Studien durch. Beide wurden durch Veröffentlichungen dazu Thomson Reuters Citation Laureates. 
Matsumura entwickelte eine spezielle Chemotherapie, die Cancer Stromal Targeting Therapy (CAST) mit zytotoxischen Immunkonjugaten gegen Fibrin. Er untersucht auch durch Krebs verursachte Blutgerinnung und entwickelte Diagnosemethoden zur Früherkennung von Krebs mit Hilfe automatisierter Zytodiagnostik.

## Schriften
- mit H. Maeda: A new concept for macromolecular therapeutics in cancer chemotherapy: Mechanism of tumoritropic accumulation of proteins and the antitumor agent smancs, Cancer Res., Band 46, 1986, S. 6387–6392
- mit D. Tarin: DNA fingerprinting survey of various human tumors and their metastasis. Cancer Res., Band 52, 1992, S. 2174–2179
- mit D. Tarin: Significance of CD44 gene products for cancer diagnosis and disease evaluation. Lancet, Band 340, 1992, S. 1053–1058
- mit M. Gotoh, K .Muro, Y. Yamada, K. Shirao, Y. Shimada, M. Okuwa, S. Matsumoto, Y. Miyata, H. Ohkura, K. Chin, S. Baba, T. Yamao, A. Kannami, Y. Takamatsu, K. Ito, K. Takahashi: Phase I and Pharmacokinetic Study of MCC-465, a doxorubicin (DXR) encapsulated in PEG-immunoliposome, in patients with metastatic stomach cancer. Annals Oncology, Band 15, 2004, S. 517–525
- mit H Matsushita, Y Moriya, T Akasu, S Fujita, S Yamamoto, S Onouchi, N Saito, M Sugito, M Ito, T Kozu, T Minowa, S Nomura, H Tsunoda, T Kakizoe: A new methodology for isolating colonocytes from naturally evacuated feces and its clinical application to colorectal cancer diagnosis. Gastroenterology, Band 129, 2005, S. 1918–1927
- Preclinical and clinical studies of NK012, an SN-38-incorporating polymeric micelles, which is designed based on EPR effect. Adv Drug Deliv Rev, Band 63, 2011, S. 184–192
- mit Y Koga, M Yasunaga, A Takahashi, J Kuroda, Y Moriya, T Akasu, S Fujita, S Yamamoto, H Baba: MicroRNA Expression Profiling of Exfoliated Colonocytes Isolated from Feces for Colorectal Cancer Screening. Cancer Prev Res (Phila)., Band 3, 2010, S. 1435–1442
- mit T Hamaguchi, T Doi, T Eguchi-Nakajima, K Kato, Y Yamada, Y Shimada, N Fuse, A Ohtsu, S Matsumoto, M Takanashi: Phase I Study of NK012, a Novel SN-38-Incorporating Micellar Nanoparticle, in Adult Patients with Solid Tumors. Clin Cancer Res., Band 16, 2010, S. 5058–5066
- mit  M Yasunaga, S Manabe, D Tarin: Cancer-stroma targeting therapy by cytotoxic immunoconjugate bound to the collagen 4 network in the tumor tissue. Bioconjug. Chem, Band 22, 2011, S. 1776–1783